# Смерть на пять голосов
«Смерть на пять голосов» (нем. Tod für fünf Stimmen, англ. Death for five voices) — телевизионный фильм Вернера Херцога.

## О фильме
Фильм рассказывает о жизни и творчестве итальянского композитора рубежа XVI и XVII веков Карло Джезуальдо ди Веноза, отличавшегося чрезвычайной необычностью. В центре фильма — повествование об убийстве композитором на почве ревности первой жены, Марии д’Авалос, и её любовника. Автор пытается исследовать эту историю с разных сторон, вводя для этого поочерёдно различных людей — рабочего, обходящего дом Джезуальдо, поваров, обсуждающих свадебный пир композитора, хранителя музея, рассказывающего о необычном экспонате, потомка Марии — князя д’Авалоса, композитора, сравнивающего музыку Джезуальдо с «Тристаном» Вагнера, некоей женщины, которая считает себя призраком Марии — всё это попытки проникнуть в человеческую суть Джезуальдо, считавшегося не вполне нормальным, особенно в последние годы жизни. Не случайно показана и клиника для душевнобольных, и один из её пациентов, мальчик, которого лечат необычным образом.
В фильме показан и разрушенный замок Джезуальдо, и дом Марии в Неаполе, и даже кровать, на которой совершилось убийство, а также часовня, где похоронены Мария д’Авалос и её любовник. Другим центром фильма является, разумеется, музыка Джезуальдо, его мадригалы, речь в которых идёт об обманутой любви, ревности, смерти. В фильме их увлечённо поют современные молодые люди, а руководители вокальных ансамблей рассказывают о его музыке, необычной во всех отношениях, наполненной хроматикой, диссонансами, рваными фразами… и всё же изумительно прекрасной.

## Анализ
Как и в других фильмах, Херцог выбирает в качестве героя своей картины человека экзистенциальной судьбы, музыканта, одержимого своей музыкой, мучимого страстями, вступающим в противоречие с окружающими, и потому всегда и всюду одинокого. Сложным переплетением сцен автор показывает неменьшую сложность жизни и творчества композитора, уникальных в своём роде. Фильм носит экспериментальный характер — он не игровой, но и не документальный, по крайней мере, в традиционном смысле. Эпизодические роли (рабочего, поваров, музейщика, мальчика) исполняют актёры, но они выступают в роли рассказчиков. В роли наследника Марии д’ Авалос, композитора, выступает принц д’Авалос, нынешний владелец её дома. Херцог вообще не чужд музыкальной тематики, сделав фильмы по нескольким операм, в частности, «Лоэнгрин» и «Тангейзер» Вагнера. Саундтрек фильма «Смерть на пять голосов» составлен преимущественно из мадригалов Джезуальдо. Музыкальными консультантами выступили профессор Джованни Юдика, Вальтер Белоч, принц д’Авалос, Герман Романелли. О жизни и творчестве композитора рассказывают и руководители занятых в фильме ансамблей — Джеральд Плейс и Алан Кёртис.
Вернер Херцог говорит: «Хотя большинство историй в фильме полностью изобретено, всё же они содержат самые глубокие истины о Джезуальдо. „Смерть на пять голосов“ — это один из фильмов, наиболее близких моему сердцу».